# Андреас Окопенко
Андреас Окопенко (на немски: Andreas Okopenko) е австрийски писател, поет, драматург и есеист

## Биография
Андреас Окопенко е син на украински лекар и майка-австрийка. От 1939 г. семейството живее във Виена.
Поради здравословни проблеми Окопенко прекъсва следването си по химия във Виенския университет. До 1970 г. работи в промишлеността, между другото в хартиена фабрика.
След 1950 г. се посвещава на литературата. От 1951 до 1953 г. издава списание „publikationen“, в което намират място млади виенски автори и многобройни представители на австрийския авангардизъм.
От 1968 до 2010 г. Окопенко живее във Виена – през последните си години като писател на свободна практика в съжителство с художничката Ева-Мария Гайслер.
От 1973 до 1985 г. е член на Сдружението на грацките автори, а от 1999 г. се числи към Австрийския художествен сенат.

## Творчество
Андреас Окопенко започва литературния си път както със стихотворения, така и с прозаични текстове, в които реалистични описания на субективни впечатления и чувства се смесват с езикови експерименти по своеобразен начин.
В романите си Окопенко се отказва понякога напълно от традиционна хронология или логическо развитие на текста, като го раздробява и подрежда по случаен принцип.
Преди всичко с азбучно построения си „Роман-лексикон“ („Lexikon einer sentimentalen Reise zum Exporteurtreffen in Druden“) от 1970 г. Окопенко може да бъде разглеждан като предходник на хипертекстовата литература.